# Axel Härlin
Axel H Härlin, född 8 juni 1890 i Karlskrona, död december 1979, var en svensk civilingenjör, ortnamnsforskare och författare.
Axel Härlin utbildade sig till civilingenjör i elektroteknik vid Kungliga Tekniska högskolan i Stockholm, där han tog examen 1913. Han var teknisk sekreterare vid Ingenjörsvetenskapsakademin i Stockholm från 1924 till 1965. Han var under ett antal år redaktör för teknik i Svenska Dagbladets årsbok.
Han var intresserad av ortnamnsforskning och kom från detta in på att forska om Danska itinerariet, en beskrivning från 1200-talet av Kung Valdemars segelled mellan Utlängan i Blekinge och Reval i Estland. Han svarade för den första översättningen av geografiska begrepp från latin till svenska. Översättningarna publicerades i två delar 1936 och 1943.
Han var gift med Astrid Katarina Lindström.